# Andrea Kushi
Andrea Kushi (ur. 4 kwietnia 1884 w Szkodrze, zm. 17 kwietnia 1959 w Tiranie) – albański malarz.

## Życiorys
Dzieciństwo spędził w Szkodrze, gdzie pobierał lekcje rysunku u znanego malarza Kolë Idromeno. W latach 1912–1914 studiował malarstwo w Belgradzie. Po wybuchu wojny studia przerwał. Po zakończeniu wojny powrócił do Belgradu i w 1920 dokończył studia.
Po powrocie do Albanii rozpoczął pracę nauczyciela rysunku w gimnazjum w Elbasanie. W 1931 przeniósł się do Tirany, gdzie założył prywatną szkołę rysunku (Shkolla e vizatimit), pierwszą tego typu placówkę edukacyjną w dziejach Albanii. W 1931 należał do grona organizatorów pierwszej wystawy sztuki narodowej w Albanii, którą prezentowano w stołecznej Cafe Kursal. Ogromna popularność wystawy skłoniła Kushiego i grupę jego współpracowników do utworzenia Towarzystwa Przyjaciół Sztuki (Shoqnia Miqt’ e Artit), które organizowało kolejne wystawy i próbowało bezskutecznie powołać do życia narodową galerię sztuki. W latach 1937–1943 Kushi mieszkał w Korczy, współpracując z Vangjushem Mio i Foto Stamo. W 1944 przeniósł się do Elbasanu, a w 1947 do Tirany, gdzie mieszkał aż do śmierci.
Dorobek twórczy Kushiego obejmuje głównie portrety (Portret dziewczyny z warkoczami, 1930; Pasterz z laską, 1935) i pejzaże. Jego prace znajdują się w Narodowej Galerii Sztuki w Tiranie, a także w galeriach Elbasanu i Szkodry.